# Liste der Kulturdenkmale in Gornsdorf

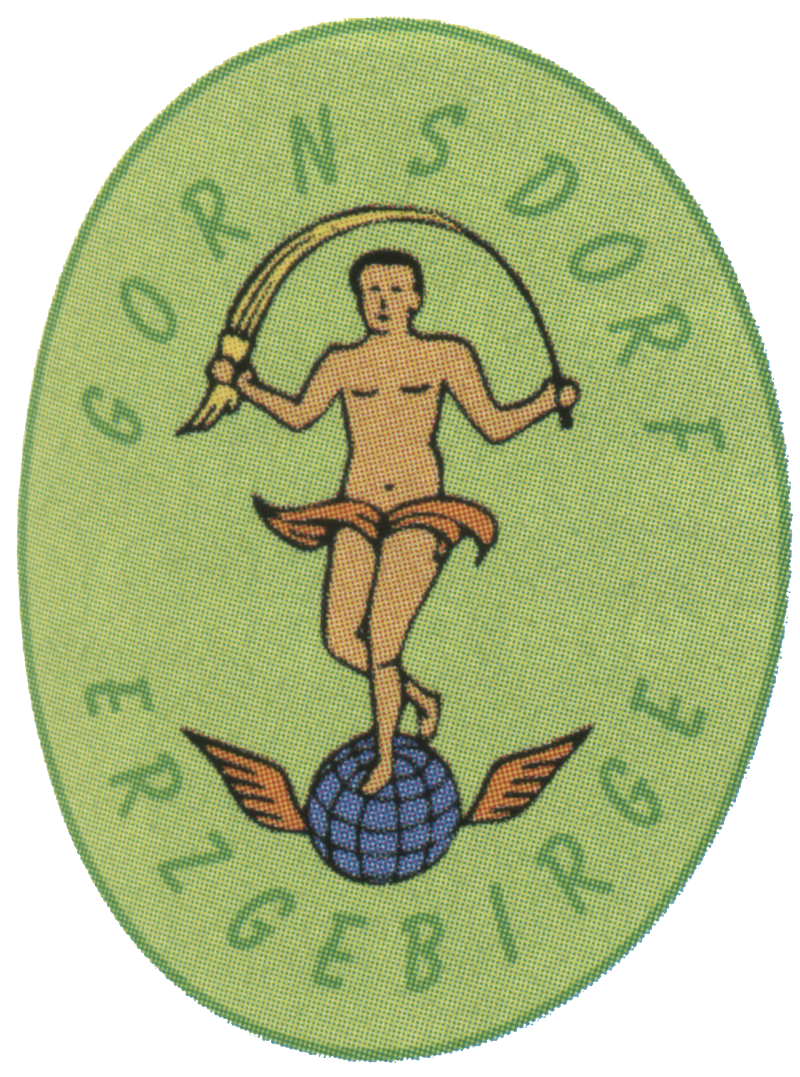
Wappen von Gornsdorf

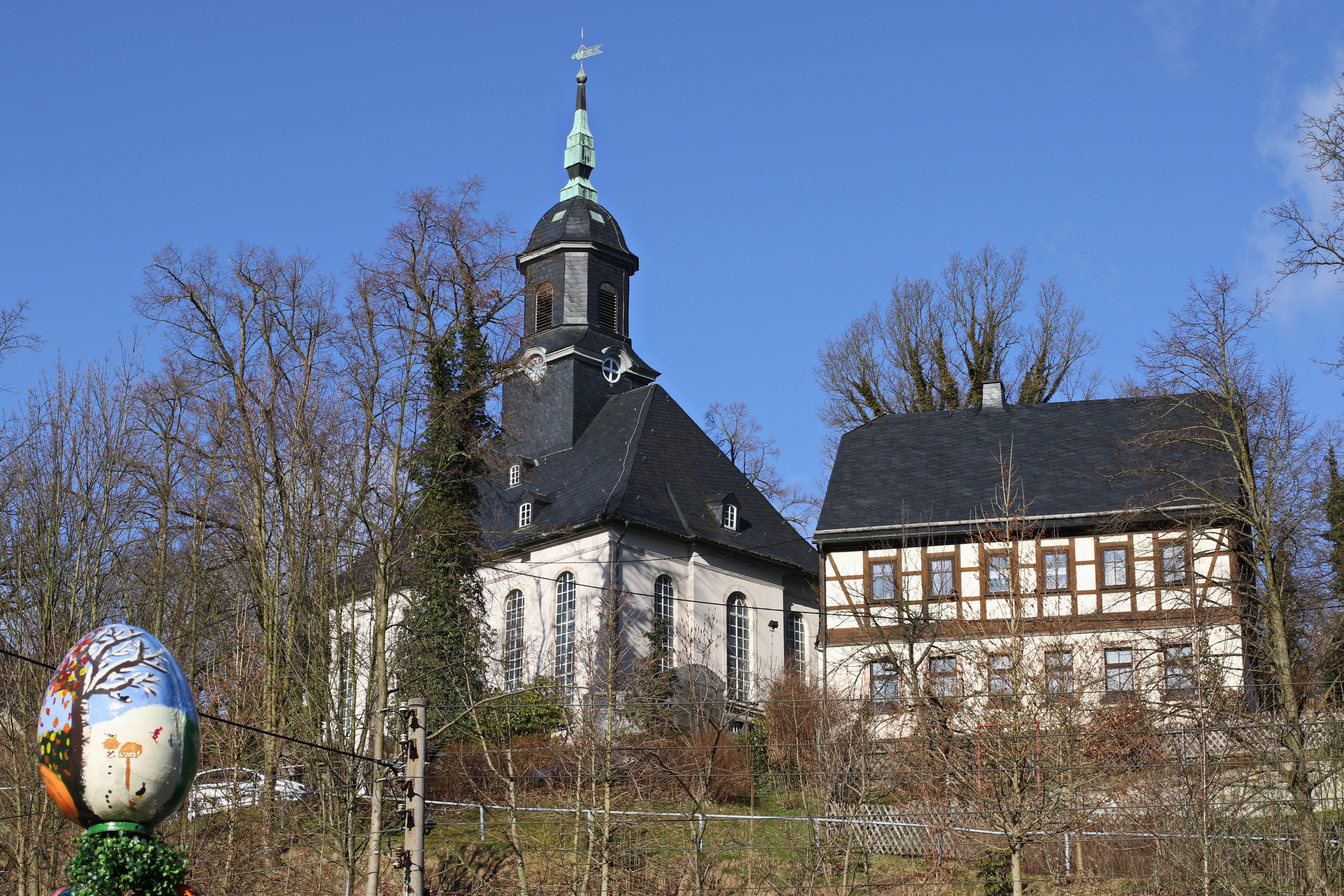
Kirche in Gornsdorf

Die Liste der Kulturdenkmale in Gornsdorf enthält die Kulturdenkmale in Gornsdorf. Die Anmerkungen sind zu beachten.
Diese Liste ist eine Teilliste der Liste der Kulturdenkmale im Erzgebirgskreis.
Diese Liste ist eine Teilliste der Liste der Kulturdenkmale in Sachsen.

## Legende
- Bild: Bild des Kulturdenkmals, ggf. zusätzlich mit einem Link zu weiteren Fotos des Kulturdenkmals im Medienarchiv Wikimedia Commons. Wenn man auf das Kamerasymbol klickt, können Fotos zu Kulturdenkmalen aus dieser Liste hochgeladen werden:
- Bezeichnung: Denkmalgeschützte Objekte und ggf. Bauwerksname des Kulturdenkmals
- Lage: Straßenname und Hausnummer oder Flurstücknummer des Kulturdenkmals. Die Grundsortierung der Liste erfolgt nach dieser Adresse. Der Link (Karte) führt zu verschiedenen Kartendiensten mit der Position des Kulturdenkmals. Fehlt dieser Link, wurden die Koordinaten noch nicht eingetragen. Sind diese bekannt, können sie über ein Tool mit einer Kartenansicht einfach nachgetragen werden. In dieser Kartenansicht sind Kulturdenkmale ohne Koordinaten mit einem roten bzw. orangen Marker dargestellt und können durch Verschieben auf die richtige Position in der Karte mit Koordinaten versehen werden. Kulturdenkmale ohne Bild sind an einem blauen bzw. roten Marker erkennbar.
- Datierung: Baubeginn, Fertigstellung, Datum der Erstnennung oder grobe zeitliche Einordnung entsprechend des Eintrags in der sächsischen Denkmaldatenbank
- Beschreibung: Kurzcharakteristik des Kulturdenkmals entsprechend des Eintrags in der sächsischen Denkmaldatenbank, ggf. ergänzt durch die dort nur selten veröffentlichten Erfassungstexte oder zusätzliche Informationen
- ID: Vom Landesamt für Denkmalpflege Sachsen vergebene, das Kulturdenkmal eindeutig identifizierende Objekt-Nummer. Der Link führt zum PDF-Denkmaldokument des Landesamtes für Denkmalpflege Sachsen. Bei ehemaligen Kulturdenkmalen können die Objektnummern unbekannt sein und deshalb fehlen bzw. die Links von aus der Datenbank entfernten Objektnummern ins Leere führen. Ein ggf. vorhandenes Icon  führt zu den Angaben des Kulturdenkmals bei Wikidata.

## Gornsdorf
| Bild                                    | Bezeichnung                                                           | Lage                             | Datierung                           | Beschreibung | ID       |
| --------------------------------------- | --------------------------------------------------------------------- | -------------------------------- | ----------------------------------- | --- | -------- |
| Direkt Bild zu diesem Denkmal hochladen | Volkshaus                                                             | Am Andreasberg 5 (Karte)         | bezeichnet 1927–1928                | Zeittypischer Putzbau mit steinernem Sockelgeschoss und Dachreiter, ortshistorische Bedeutung. Zweigeschossiger massiver Putzbau, Sockelgeschoss aus Granitquadern, übergiebeltes Eingangsvorhaus, südlicher Saaltrakt mit Dachreiter, Walmdach mit breit gelagerter Schleppgaupe, Holztraufe, zehnteilig gesprosste Fenster (neu), Saalteil mit Rundbogenfenstern, original erhaltener rötlicher Glattputz, 1927–1928 von der Arbeiterschaft Gornsdorf als Volkshaus erbaut (bezeichnet „1927–1928“ am linken Türgewände). | 09237376 |
| Direkt Bild zu diesem Denkmal hochladen | Dreiseithof mit Wohnstallhaus, Scheune und Seitengebäude              | An der Kirche 2 (Karte)          | bezeichnet 1847                     | Wohnstallhaus mit strebenreichem Fachwerk-Obergeschoss, einer der wenigen in sehr authentischem Zustand erhaltenen Höfe im Ort, baugeschichtlich von Bedeutung. | 09237369 |
|                                         | Pfarrhaus                                                             | An der Kirche 3 (Karte)          | 1914 laut Bauakte                   | Stattlicher Bau, im Heimatstil, Werk des regional bekannten Chemnitzer Architekturbüros Kornfeld & Benirschke, von ortshistorischem und baugeschichtlichem Wert. Zweigeschossiger massiver Putzbau, hoher Bruchsteinsockel, Krüppelwalmdach, Schieferdeckung, Giebel und zweites Obergeschoss verschiefert, aufgeputztes Gurtgesims, drei Rundbogenfenster in den Giebeln, zwölfteilig gesprosste Kastenfenster original, baufeste Innenausstattung original, im Türsturz Bezeichnung „Pfarrhaus“. | 09237367 |
| Weitere Bilder                          | Sachgesamtheit Dorfkirche und Kirchhof Gornsdorf                      | An der Kirche 4 (Karte)          | 1821–1822 (Kirche)                  | Reizvolle Saalkirche mit Dachreiter, ortshistorische Relevanz, Kirche auch von baugeschichtlicher und künstlerischer Bedeutung. Sachgesamtheit mit folgenden Einzeldenkmalen: Kirche, Leichenhalle, Grabanlagen darunter Familie Albin Drechsel und Ebert, Kriegerdenkmal für die Gefallenen des Ersten Weltkrieges (Einzeldenkmal – ID-Nr. 09237366), dazu der Kirchhof (Gartendenkmal) und Reste der Einfriedung. | 09305267 |
| Weitere Bilder                          | Dorfkirche und Kirchhof Gornsdorf (Einzeldenkmale zu ID-Nr. 09305267) | An der Kirche 4 (Karte)          | 1821–1822 (Kirche)                  | Reizvolle Saalkirche mit Dachreiter, ortshistorische Relevanz, Kirche auch von baugeschichtlicher und künstlerischer Bedeutung. Einzeldenkmale Kirche, Leichenhalle, Grabanlagen darunter Familie Albin Drechsel und Ebert sowie Kriegerdenkmal für die Gefallenen des Ersten Weltkrieges. | 09237366 |
| Weitere Bilder                          | Ehemalige Kirchschule                                                 | An der Kirche 5 (Karte)          | bezeichnet 1840                     | Obergeschoss Fachwerk, zeit- und regionaltypischer Bau, von ortshistorischer Bedeutung. Bezeichnet „1840“ (Türsturz), Erdgeschoss massiv, Bruchsteinsockel, Fenster- und Türgewände Porphyrtuff, profilierte Türverdachung mit Zahnschnitt, Obergeschoss Fachwerk, Giebelseiten verschiefert, Krüppelwalmdach, Schieferdeckung. | 09237365 |
| Direkt Bild zu diesem Denkmal hochladen | Wohnhaus                                                              | An der Kirche 6 (Karte)          | 1909 laut Bauakte                   | Villenartiges Gebäude des Strumpffabrikanten Bruno Drechsel, in gutem Originalzustand erhalten, vom Reformstil beeinflusst, baugeschichtlich und ortsgeschichtlich von Bedeutung. Zweigeschossiger Bau in Hanglage, Erdgeschoss massiv, Obergeschoss mansardartig, Südseite verbrettert, zweigeschossiges Eingangsvorhaus, Walmdach, Fassadengliederung durch vertikale Bänder aus Glatt- und Rauputz, größtenteils original erhaltene Galgenfenster mit gesprosstem Oberlicht, Holzfensterläden. | 09237423 |
| Direkt Bild zu diesem Denkmal hochladen | Villa Uhlmann und Villengarten (Gartendenkmal)                        | August-Uhlmann-Straße 1a (Karte) | 1913–1914                           | In sehr gutem Originalzustand erhaltene Villa des Strumpffabrikanten Karl August Uhlmann, Werk des regional bekannten Chemnitzer Architektenbüros Kornfeld & Benirschke, Innen eine Welte-Philharmonieorgel aus der Erbauungszeit, von ortshistorischem und baugeschichtlichem Wert. | 09237338 |
| Direkt Bild zu diesem Denkmal hochladen | Wohnhaus (ohne Anbau)                                                 | Bachgasse 2 (Karte)              | bezeichnet 1902, im Kern wohl älter | Beispiel eines original erhaltenen, reich dekorierten Wohnhauses aus der Zeit der Industrialisierung des Ortes, ortsentwicklungsgeschichtlich von Bedeutung. Zweigeschossiger massiver Putzbau mit barockisierenden Zierformen, Fenster- und Türgewände aus Porphyrtuff reich profiliert, Satteldach mit stehenden Gaupen, mittlere mit geschwungenem Giebel, im Erdgeschoss Segmentbogenfenster original mit Schlusssteinmotiv und Voluten als Sturz, Obergeschoss-Fenstergewände mit geschwungenem Giebel und Palmette, Fenster ohne Sprossung erneuert, original zweiflügelige Haustür mit reichen Schnitzereien und Oberlicht. | 09237341 |
| Direkt Bild zu diesem Denkmal hochladen | Wohnhaus, mit Einfriedung und Vorgarten                               | Fabrikstraße 2 (Karte)           | 1906 laut Bauakte                   | Qualitätvolles Wohnhaus in weitgehend originalem Zustand, Beispiel eines Arbeiter- oder Beamtenwohnhauses einer Fabrik aus der Epoche der Industrialisierung des Dorfes, ortsentwicklungsgeschichtlich von Bedeutung. | 09237402 |
| Direkt Bild zu diesem Denkmal hochladen | Wohnhaus, mit Einfriedung und Vorgarten                               | Fabrikstraße 4 (Karte)           | 1906 laut Bauakte                   | Qualitätvolles Wohnhaus in weitgehend originalem Zustand, Beispiel eines Arbeiter- oder Beamtenwohnhauses einer Fabrik aus der Epoche der Industrialisierung des Dorfes, ortsentwicklungsgeschichtlich von Bedeutung. Zweigeschossiger massiver Putzbau, Sockel Polygonalmauerwerk, Mansardwalmdach mit Schleppgaupen, Dachüberstand und Knaggen, übergiebelter Mittelrisalit mit Krüppelwalmdach, Giebel und Mansardgeschoss verschiefert, im Erdgeschoss Segmentbogenfenster, Gliederungselemente als rote Ziegelverblender an Fenstern, Gesimsen und Ecken, Wasserschläge (Glasurziegel), original erhaltene Galgenfenster, schmiedeeiserner Zaun mit Jugendstilornament auf Glasurziegelsockel. Bauherr: Fabrikbesitzer Carl August Uhlmann.           | 09237396 |
| Direkt Bild zu diesem Denkmal hochladen | Villa mit Villengarten (Gartendenkmal), Gartenpforte und Toreinfahrt  | Feldstraße 2 (Karte)             | 1922–1923 laut Bauakte              | Putzbau im traditionalistischen Stil der Zeit, mit Art-déco-Elementen, Villa des Fabrikanten Albert Drechsel, ortshistorische und baugeschichtliche Bedeutung. | 09237407 |
| Direkt Bild zu diesem Denkmal hochladen | Wohnhaus (ohne Anbau)                                                 | Hauptstraße 20a (Karte)          | 1. Hälfte 19. Jahrhundert           | Obergeschoss Fachwerk verkleidet, regionaltypischer Bau, Teil der historischen Ortsbebauung, baugeschichtlich von Bedeutung. Erdgeschoss massiv, Obergeschoss Fachwerk verbrettert, Giebelseite Zierverschieferung, Krüppelwalmdach, originale Fenstergrößen. | 09237412 |
| Direkt Bild zu diesem Denkmal hochladen | Wohnstallhaus, Scheune und drei Hofbäume eines Zweiseithofes          | Hauptstraße 76 (Karte)           | im Kern um 1800                     | Wohnstallhaus, Scheune und drei Hofbäume eines Zweiseithofes, inklusive historische Wasserversorgung (Wassertrog im Hausflur sowie vor dem Haus): Wohnstallhaus Obergeschoss Fachwerk, Scheune verbrettert, einer der wenigen in sehr gutem Originalzustand erhaltenen Höfe im Ort, baugeschichtlich und ortsentwicklungsgeschichtlich von Bedeutung. Erdgeschoss massiv (Feldstein und Ziegel), verputzt, Tür- und Fenstergewände Hilbersdorfer Porphyrtuff, profilierte Türverdachung des Wohn- und Stallzugangs, Obergeschoss zweiriegeliges Fachwerk mit Streben, Giebelseiten verschiefert, Satteldach mit drei stehenden Gaupen, Schieferdeckung, breiter rückwärtiger Anbau, Scheune: verbretterte Holzkonstruktion, Satteldach, originale Fenster. | 09237419 |
| Direkt Bild zu diesem Denkmal hochladen | Wohnhaus                                                              | Hauptstraße 77 (Karte)           | Mitte 19. Jahrhundert               | Obergeschoss Fachwerk verkleidet, regionaltypischer Bau in gutem Originalzustand, Teil der historischen Ortsbebauung, baugeschichtlich von Bedeutung. Erdgeschoss massiv, Fenster- und Türgewände Werkstein (Türgewände geglättet), Obergeschoss Fachwerk verkleidet, Satteldach mit fünf gestaffelten dreieckigen Gaupen, originale Fenstergrößen und Haustür, Fenster erneuert. | 09237364 |
| Direkt Bild zu diesem Denkmal hochladen | Spritzenhaus                                                          | Hauptstraße 88 (Karte)           | bezeichnet 1909                     | Zum Teil in Fachwerk, ortshistorische und ortsbildprägende Bedeutung. Eingeschossiger massiver Putzbau mit Schlauchturm auf der Südseite, Giebel und Turm-Obergeschoss Fachwerk, Turm auf der Südseite verbrettert und mit vier Läden verschlossene Luken, Krüppelwalmdach mit Überstand und Knaggen, Tore verändert. | 09237362 |
| Direkt Bild zu diesem Denkmal hochladen | Wohnhaus                                                              | Hauptstraße 94 (Karte)           | 1. Hälfte 19. Jahrhundert           | Obergeschoss Fachwerk verschiefert, zeittypischer und regionaltypischer Bau in gutem Originalzustand, Teil der historischen Ortsbebauung, baugeschichtlich von Bedeutung. Erdgeschoss massiv, Fenster- und Türgewände Porphyrtuff, gerade Türverdachung, Obergeschoss Fachwerk verschiefert, zum Teil Zierverschieferung, Satteldach, zweiflügelige Tür (8 Felder), originale Fenstergrößen, im Obergeschoss originale Galgenfenster. | 09237361 |
| Direkt Bild zu diesem Denkmal hochladen | Wohnhaus                                                              | Hauptstraße 96 (Karte)           | 1. Hälfte 19. Jahrhundert           | Obergeschoss Fachwerk, mit intakter Fassadenstruktur erhaltener Bau, Teil der historischen Ortsbebauung, baugeschichtlich von Bedeutung. Erdgeschoss massiv, Fenstergewände Werkstein, Tür zugesetzt, Obergeschoss Fachwerk, Giebelseiten verkleidet, Satteldach. | 09237356 |
| Direkt Bild zu diesem Denkmal hochladen | Wohnhaus                                                              | Hauptstraße 104 (Karte)          | um 1800                             | Obergeschoss Fachwerk verkleidet, regionaltypischer Bau mit intakter Fassadenstruktur, Teil der historischen Ortsbebauung, baugeschichtlich von Bedeutung. Erdgeschoss massiv, Fenster- und Türgewände wohl entfernt, Obergeschoss Fachwerk verkleidet, Satteldach mit drei stehenden Gaupen. | 09237355 |
| Direkt Bild zu diesem Denkmal hochladen | Wohnhaus                                                              | Hauptstraße 105 (Karte)          | Mitte 19. Jahrhundert               | Obergeschoss Fachwerk verkleidet, Beispiel für die Umnutzung eines ehemaligen ländlichen Wohnhauses im Zusammenhang mit der nebenstehenden Strumpffabrik Wetzel & Co., baugeschichtlich und ortsentwicklungsgeschichtlich von Bedeutung. Erdgeschoss massiv, verputzt, zum Teil originale Fenster- und Türgewände in Werkstein, gerade Türverdachung mit Zahnschnitt, Obergeschoss Fachwerk verkleidet, Satteldach mit stehenden Gaupen und Dacherker mit Uhr, zum Teil originale Galgenfenster. | 09237354 |
| Direkt Bild zu diesem Denkmal hochladen | Wohnhaus                                                              | Hauptstraße 115 (Karte)          | 1846 laut Auskunft                  | Obergeschoss Fachwerk, regionaltypischer Bau mit weitgehend intakter Fassadenstruktur, Teil der historischen Ortsbebauung, baugeschichtlich von Bedeutung. Erdgeschoss massiv, Obergeschoss Fachwerk verkleidet, Krüppelwalmdach, originale Fenstergrößen. | 09237344 |
| Direkt Bild zu diesem Denkmal hochladen | Wohnhaus                                                              | Hauptstraße 124 (Karte)          | 1. Hälfte 19. Jahrhundert           | Obergeschoss Fachwerk verkleidet, regionaltypischer Bau, Teil der historischen Ortsbebauung, baugeschichtlich von Bedeutung. Erdgeschoss massiv, Fenster- und Türgewände Werkstein, gerade Türverdachung, Obergeschoss verbrettert, Giebelseiten Zierverschieferung, Krüppelwalmdach mit Schieferdeckung, Fenstergrößen original. | 09237342 |
| Direkt Bild zu diesem Denkmal hochladen | Wohnhaus                                                              | Hauptstraße 131 (Karte)          | um 1800                             | Obergeschoss Fachwerk verkleidet, in gutem Originalzustand erhaltener regionaltypischer Bau, Teil der historischen Ortsbebauung, baugeschichtlich von Bedeutung. Erdgeschoss massiv, Werksteingewände, Obergeschoss Fachwerk verkleidet, Satteldach, Galgenfenster mit zum Teil gesprosstem Oberlicht. | 09237343 |
| Direkt Bild zu diesem Denkmal hochladen | Wohnhaus                                                              | Hauptstraße 135 (Karte)          | um 1800                             | Obergeschoss Fachwerk, regionaltypischer Bau mit intakter Fassadenstruktur, Teil der historischen Ortsbebauung, baugeschichtlich von Bedeutung. Erdgeschoss massiv (neu verputzt), Reste der Türverdachung erkennbar, Obergeschoss Fachwerk verbrettert, Giebelseiten verkleidet, steiles Satteldach. | 09237420 |
| Direkt Bild zu diesem Denkmal hochladen | Wohnhaus                                                              | Hauptstraße 162 (Karte)          | um 1800                             | Obergeschoss Fachwerk verschiefert, regionaltypischer Bau in gutem Originalzustand, Teil der historischen Ortsbebauung, baugeschichtlich von Bedeutung. Erdgeschoss massiv, verputzt, Fenstergewände Werkstein, Obergeschoss Fachwerk verschiefert, Giebelseiten verschiefert, Satteldach mit gestaffelten Gaupen. | 09237385 |
| Direkt Bild zu diesem Denkmal hochladen | Wohnstallhaus, Scheune und Hofbäume des Dreiseithofes                 | Oberer Gutsweg 7 (Karte)         | um 1800                             | Wohnstallhaus Obergeschoss Fachwerk verkleidet, Scheune verbrettert, einer der wenigen regionaltypischen Bauernhöfe im Ort von authentischem Gesamteindruck, baugeschichtlich von Bedeutung. Wohnstallhaus: Erdgeschoss massiv, verputzt, Fenster an der Giebelseite verändert, Obergeschoss Fachwerk verbrettert, Satteldach, originale Fenster (Galgenfenster). – Scheune: verbretterte Fachwerkkonstruktion, Satteldach. | 09237409 |
| Direkt Bild zu diesem Denkmal hochladen | Wohnhaus eines Zweiseithofes                                          | Wiesengrund 4 (Karte)            | Mitte 19. Jahrhundert               | Obergeschoss Fachwerk verbrettert, regionaltypischer Bau in gutem Originalzustand, Teil der alten Ortsstruktur, baugeschichtlich von Bedeutung. Erdgeschoss massiv, Fenster- und Türgewände Werkstein, Obergeschoss Fachwerk verbrettert, Giebelseiten verschiefert, Krüppelwalmdach mit Dachhecht, originale Fenstergrößen und zum Teil Fensterläden. | 09237406 |

## Ausführliche Denkmaltexte
1. ↑   Dreiseithof, An der Kirche 2:
  - Wohnstallhaus (bezeichnet „1847“ am Türsturz): Erdgeschoss massiv, verputzt, Eingänge in Wohnteil und Stallteil Fenster- und Türgewände Werkstein, Türen mit gerader Verdachung, Krüppelwalmdach, südliche Giebelseite verschiefert, historische Galgenfenster
  - Scheune (bezeichnet „1794“ am Rähm über Einfahrt): Einfahrtsscheune mit westlicher Remise, Schiefersockel, Fachwerk verbrettert, Satteldach mit weitem Überstand auf der Hofseite, Scheunentor mit Stützkloben, Holzverbindungen verzapft
  - Seitengebäude: Zum Wohnhaus umgebaut, Erdgeschoss massiv (Ziegel), verputzt, Obergeschoss Fachwerk verkleidet, Türgewände Porphyrtuff mit gerader Verdachung und Zahnschnitt, Satteldach, original achtteilige Kreuzstockfenster, nördliche Giebelseite verschiefert, originale zweiflügelige Haustür mit Oberlicht, im Flur böhmische Kappen.
2. ↑   Dorfkirche Gornsdorf
  - Kirche: Reizvolle Saalkirche im Stil des Spätbarocks mit zentralisierender Tendenz im Innern und biedermeierlicher Innengestaltung, 1821/22 für den baufällig gewordenen Vorgängerbau in leicht nach Süden herausgerückter Lage von Johann Traugott Lohse errichtet. Restaurierungen 1960er Jahre (innen), 1980–1982 (außen) und 1997 (innen). Putzbau mit steilem Walmdach und reich gegliedertem Dachreiter.
  - Die Fassaden durch gestreckte Rundbogenfenster und Risalite gestaltet.
  - Zentralisierende Wirkung im Innern durch die umlaufende zweigeschossige Emporenarchitektur, die an den Schmalseiten zu verglasten Logen ausgebaut ist, die Brüstungsbemalung mit Girlanden und Kränzen von Johann Georg Gottlob Dosten aus Lungwitz.
  - Kanzelaltar mit ionischen Säulen und runde Holztaufe im Ständer mit quadratischem pultförmigem Deckel mit geschnitztem Engelskopf, beide von Johann Georg Gottlob Dosten aus der Erbauungszeit.
  - Großer Barocker Taufengel aus Holz, stehender Schalenträger mit Zinnschale, bezeichnet „1702“.
  - Zwei geschnitzte Evangelistenfiguren, Matthäus und Johannes, 17. Jahrhundert,
  - Schmeisser-Orgel von 1912 im schönen biedermeierlichen Prospekt von Steinmüller, als Bekrönung zwei Schmuckvasen, dazwischen Kartusche, bezeichnet „1822“.
  - Neben dem Seiteneingang zweisäuliges spätklassizistisches Grabdenkmal aus Serpentin mit Dreieckgiebel und Schmuckvase für den Strumpf-Factor Friedrich Ehregott Drechsel (gestorben 1844).
  - Auf dem Friedhof romanischer Taufstein aus rotem Porphyr, wohl vom Vorgängerbau.
3. ↑  Stattlicher massiver Putzbau mit durchfenstertem Granitquadersockel und mit Rundbogenfenstern ausgebautem Mansardwalmdach, Gliederung der Fassade durch Risalite, polygonaler Standerker, Straßenfassade mit mächtiger Terrasse, durchbrochene steinerne Brüstung, über zwei Geschosse verlaufend Säulen und Gebälk in dorischer Ordnung, im ersten Obergeschoss mittiger Balkon, Putzgliederung und Putzornamente an den Fenstern (Blendbögen, Gewände, Nutung, figürliche und florale Elemente), original erhalten schlanke Kreuzstockfenster (16-teilig gesprosst), Innenausstattung weitgehend original erhalten (Treppenhaus mit Marmortreppen, Spiegeln, Holzvertäfelung, Parkett, Kamine, Türen). Bauherr: K. A. Uhlmann, Bauleitung Architekten Kornfeld & Bernischke, Reproduktionsklaviere wie die „Welte-Philharmonieorgel“ wurden 1904 patentiert und sind wohl nur noch in wenigen Exemplaren erhalten.
4. ↑  Zweigeschossiger massiver Putzbau, Sockel Polygonalmauerwerk, Mansardwalmdach mit Schleppgaupen und Dachüberstand mit Knaggen, übergiebelter Mittelrisalit mit Krüppelwalmdach, kleiner Balkon mit schmiedeeisernem Gitter im ersten Obergeschoss, Giebel verschiefert, Verschieferung im Mansardgeschoss zum Teil ersetzt (Eternitplatten), gliedernde Ziegelverblender an den Fenstern, Gesimsen und Ecken, Wasserschläge an Gesims und Fensterstürzen Glasurziegel, originale Galgenfenster, Erdgeschoss-Fenster segmentbogenförmig, zweiflügelige Haustür mit Jugendstilornament, gemauerte Torpfeiler mit Wetterdach (Glasurziegel Biberschwanz), schmiedeeiserner Zaun mit Jugendstilmotiven auf Glasurziegelsockel, Hofpflasterung (Kopfsteinpflaster und Klinker), Nebengebäude im Hof. Bauherr: Fabrikbesitzer Carl August Uhlmann.
5. ↑  Zweigeschossiger massiver Putzbau (Putz in den 1970er Jahren erneuert, dabei wohl Verlust von Gliederungsdetails) auf quadratischem Grundriss, Porphyrtuff-Sockel, Walmdach und stehenden Dachgaupen, gerade einläufige Treppe (Schiefer) vor Rundbogenportal mit tiefem Sandsteingewände, bauzeitliche Tür mit strahlenförmig gesprosstem Oberlicht und großem vergittertem Glasfeld, an der Südseite Wintergarten und anschließende Loggia mit Rundbogenöffnungen, im ersten Obergeschoss als offene Veranda, auf der Westseite polygonaler turmartiger Aufbau und Anbau mit verglaster Veranda im Obergeschoss (Wandfläche mit vorgeblendenten Holzpilastern verziert), kleiner Balkon an der SO-Seite, im Erdgeschoss originale Vergitterung der Treppenhausfenster, sparsame Putzgesimse zum Teil erhalten, Fensterläden, zum Park hin Terrasse, befestigte Wege und Treppen mit gemauerten Wangen, zum Teil bekrönt mit Kugeln und Vasen, natursteinverkleidete Torpfeiler mit bekrönenden Laternen.
6. ↑  Denkmaltext:
Wohnstallhaus, Scheune und drei Hofbäume eines Zweiseithofes, inklusive historische Wasserversorgung (Wassertrog im Hausflur sowie vor dem Haus), das Bauernhaus ist ein noch sehr authentischer Vertreter des sogenannten Mitteldeutschen Wohnstallhauses, das durch seine Dreiteilung des Grundrisses (Wohnteil, Flur, Wirtschafts-/Stallteil) sowie durch seine Holzkonstruktion (Obergeschoss Fachwerk, zimmermannsmäßiger Dachstuhl) gekennzeichnet ist. Das verputzte Erdgeschoss zeigt Tür- und Fenstergewände aus Hilbersdorfer Porphyrtuff, Haus- und Stalltür zeigen auch von außen noch die genannte Dreiteilung an. Das zweiriegelige, mit Streben versehene Fachwerk des Oberstocks ist in seiner Konstruktion unversehrt (sieht man von der Rückseite ab, wo sich ein – ebenfalls schon historischer – Anbau befindet), d. h. alle Öffnungen besitzen noch ihre originale Größe. Das steile Satteldach in altdeutscher Schieferdeckung ist noch als Kaltdach erhalten und nur durch einige kleine stehende Gaupen geöffnet. Zahlreiche originale bauliche Details des Hauses sind noch vorhanden, als erstes ist hier die durchs Haus laufende Wasserversorgung zu nennen. Die Struktur des Fachwerks sowie die Holzverbindungen des hochgradig ursprünglichen Dachstuhls lassen ein Entstehungsdatum des Hauses in der 2. Hälfte 18. Jahrhundert annehmen, das über der Haustür eingemeißelte „1866“ bezeichnet wohl das Datum eines Besitzerwechsels bzw. Baumaßnahmen (z. B. Einfügung preußischen Kappengewölbes im Stallbereich).

Die rechtwinklig anschließende Scheune des Anwesens weist ebenfalls eine Holzkonstruktion auf und ist verbrettert. Zusammen mit den stattlichen Hausbäumen steht das Anwesen noch für das alte – sonst nicht mehr zu erkennende – ländliche Ortsbild Gornsdorfs. Das macht bereits einen Seltenheitswert aus, der die baugeschichtliche und ortsentwicklungsgeschichtliche Bedeutung ergänzt (LfD/2015).